# Automobiltechnik Walther
Die Automobiltechnik Walther GmbH war ein deutscher Hersteller von Automobilen.

## Unternehmensgeschichte
Horst Walther gründete 1979 das Unternehmen in Bad Rappenau und importierte Kleinstwagen. 1983 begann die Produktion eigener Automobile. Der Markenname lautete ATW. Es ist nicht bekannt, wann die Produktion endete. In Bad Rappenau gibt es Mobil 2000 von Manfred Walther und Auto Thomas Walther GmbH von Thomas Walther, die sich mit dem Verkauf und der Wartung von Kleinstwagen beschäftigen.

## Fahrzeuge
Im Angebot standen zunächst die Modelle Amica, Bonny und Solea, die den All Cars ähnelten, und Charly, der dem Modell Jeanneau von Microcar ähnelte. Solea war ein Cabriolet. Für den Antrieb sorgte ein Einbaumotor von Fichtel & Sachs mit 50 cm³ Hubraum. Auch ein Viertaktmotor mit 160 cm³ Hubraum war lieferbar. Ende der 1980er Jahre folgten die Modelle Citta, Lisa, Lissy sowie Öko-Bonny und Öko-Lissy, die einen Asynchronmotor und zusätzlich Solarzellen aufwiesen.